# Diongolo
Diongolo är en ort i Burkina Faso.   Den ligger i regionen Cascades, i den sydvästra delen av landet, 400 km sydväst om huvudstaden Ouagadougou. Diongolo ligger 277 meter över havet och antalet invånare är 2 405.
Terrängen runt Diongolo är platt. Närmaste större samhälle är Banfora, 13,2 km nordost om Diongolo.
Omgivningarna runt Diongolo är en mosaik av jordbruksmark och naturlig växtlighet. Runt Diongolo är det ganska tätbefolkat, med 104 invånare per kvadratkilometer.